# Roblox Corporation
Roblox Corporation es una desarrolladora de videojuegos estadounidense con sede en San Mateo, California. Fundado en 2004 por David Baszucki y Erik Cassel, la compañía es desarrolladora de Roblox, plataforma cuyo lanzamiento fue en 2006. Hasta el 1 de junio de 2025, Roblox Corporation empleó 2,655 personas. La compañía fue pública en marzo de 2021 vía un listado directo en la Bolsa de Nueva York.

## Historia

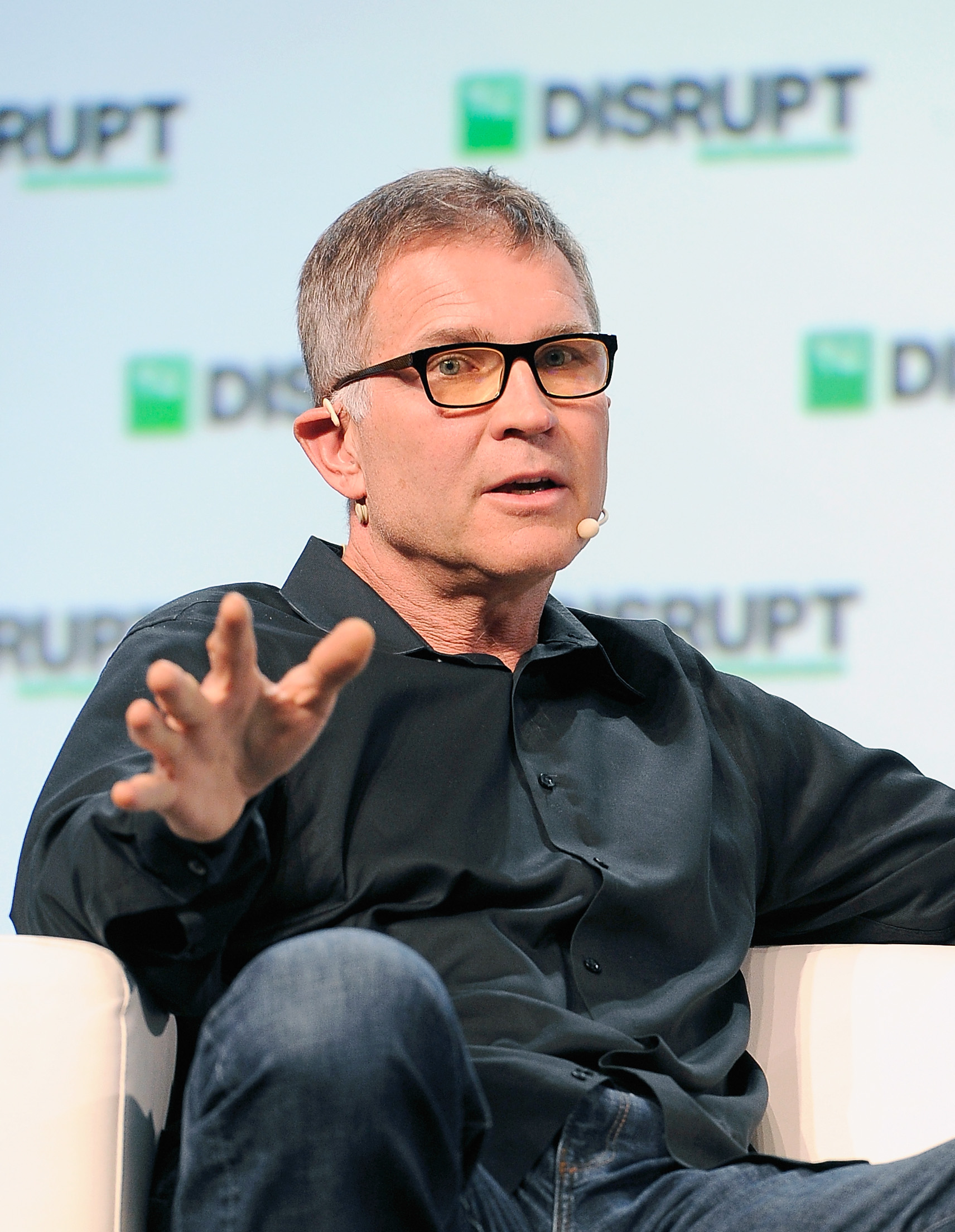
El cofundador y CEO de Roblox Corporation, David Baszucki, en 2018

Roblox Corporation fue fundado por David Baszucki y Erik Cassel. Baszucki había fundado anteriormente Knowledge Revolution, una empresa de software educativo, en 1989. Ese año, a través de la empresa, él y Cassel desarrollaron Interactive Physics, una simulación de física 2D. Knowledge Revolution siguió esto con Working Model, que simulaba dispositivos mecánicos.  La empresa finalmente fue comprada en diciembre de 1998 por US$20 000 000 por MSC Software, donde Baszucki y Cassel obtuvieron altos cargos.
Baszucki fue vicepresidente y gerente general de la compañía desde 2000 hasta 2002, cuando dejó MSC Software para establecer Baszucki & Associates, una firma de inversión ángel. Más adelante, él y Cassel fundaron Roblox Corporation en 2004.Trabajando desde una oficina en Menlo Park, California, comenzaron el trabajo preliminar en el videojuego DynaBlocks, que se lanzó en un estado beta más tarde ese año.
El nombre del juego se cambió a Roblox en 2005, y el juego se lanzó formalmente el 1 de septiembre de 2006.
El 1 de abril del 2012 ocurre un hackeo conocido como el "Hackeo del April Fools" donde la página sufrió un gran ataque de hackers, aparecían mensajes raros en la página y los juegos fueron afectados, la plataforma se cayó por unas horas luego del incidente.
Eric Cassel, cofundador de Roblox murió de cáncer el 11 de febrero de 2013.
En diciembre de 2013, Roblox Corporation tenía 68 empleados, que aumentó a 163 en diciembre de 2016. La compañía obtuvo US$82 000 000  de inversión en marzo de 2017 a través de una ronda de financiación liderada por Meritech Capital Partners e Index Ventures. Con miras a la expansión internacional, Roblox Corporation estableció Roblox International y contrató a Chris Misner como su presidente en mayo de 2018.
Bajo Misner, se lanzó en chino (en asociación con Tencent), alemán y francés en 2019.
Para septiembre de 2018, Roblox Corporation había contratado a Dan Williams (anteriormente de Dropbox) para mover Roblox de un servicio de computación en la nube de terceros a uno propio.
La compañía adquirió PacketZoom, un desarrollador de software de optimización de redes móviles, en octubre de 2018. PacketZoom, incluidos sus empleados y el fundador y director de tecnología Chetan Ahuja, se fusionó en Roblox Corporation.
Una ronda de financiación de la "serie G" en febrero de 2020, dirigida por Andreessen Horowitz, recaudó US$150 millones para Roblox Corporation y valoró la compañía en US$4 billones.
Para octubre de 2020, Roblox Corporation había comenzado a planificar convertirse en una empresa pública, evaluando si realizar una oferta pública inicial regular (OPI) o utilizar el método menos común de cotización directa. Más tarde ese mes, la compañía se presentó ante la Comisión de Bolsa y Valores de los Estados Unidos (SEC) para preparar una oferta pública inicial por valor de US$1 billion, buscando cotizar en la Bolsa de Valores de Nueva York (NYSE) con el símbolo de cotización "RBLX". En ese momento, la empresa tenía más de 830 empleados a tiempo completo y 1700 "agentes de confianza y seguridad".
En enero de 2021, Roblox Corporation anunció que buscaría una cotización directa en lugar de una OPI. La SEC también había solicitado que Roblox Corporation cambie la forma en que informa las ventas de su moneda virtual, robux. En el mismo mes, Altimeter Capital y Dragoneer Investment Group lideraron una ronda de financiación "serie H" que valoró a la empresa en US$29,5 billones.  La NYSE aprobó la cotización directa de las acciones clase A de Roblox Corporation para febrero de 2021. Las acciones comenzaron a cotizar el 10 de marzo de ese año, y las compras iniciales le dieron a la compañía un estimado de US$41,9 billonesvaluación.
En agosto de 2021, Roblox Corporation adquiere las plataformas de comunicación en línea Bash Video y Guilded, pagando US 90 millones $ en efectivo y acciones por esta última.
El 28 de octubre del 2021 sobre las 18:00 (COT) los usuarios empezaron a registrar problemas para conectarse a la plataforma. Aunque en un inicio se pensó que se debía a una alta fluctuación de usuarios, esto debido a la gran cantidad de eventos que se estarían realizando durante ese fin de semana de Halloween, finalmente se concluyó que el error habría ocurrido por un colapso en la comunicación interna entre ciertos servicios. Lo que impidió que los servidores y la plataforma funcionaran adecuadamente. Esto causó que la plataforma fuera impactada y su sitio web fuera cerrado sin aviso previo durante alrededor de 3 días. El 31 de octubre del 2021 sobre las 18:30 (COT) se restauró la plataforma y sus servicios, y de forma escalada se fue permitiendo el acceso nuévamente a los usuarios. Convirtiéndose así en la caída más prolongada de la plataforma desde sus inicios.
En febrero de 2023, Roblox anuncia que implementará Inteligencia Artificial para el desarrollo de experiencias, dentro de su motor de desarrollo Roblox Studio.

## Reconocimientos
Roblox Corporation ha sido clasificado en las principales listas de desarrolladores de juegos móviles de Pocket Gamer: octavo en 2019, y sexto en 2020.
Fortune  lo presentó como uno de los mejores lugares de trabajo para pequeñas y medianas empresas en el Área de la Bahía de San Francisco, colocándolo en el puesto 16 en 2019 y en el cuadragésimo en 2021.
En 2016 y 2017, Inc. clasificó a Roblox Corporation en su lista "Inc. 5000" de empresas privadas de más rápido crecimiento en los Estados Unidos.
En 2020, Fast Company la consideró como la novena empresa más innovadora del mundo, así como la más innovadora en el sector de los videojuegos.

## Valor neto
El valor neto de Roblox, al ser una empresa que salió en bolsa en 2021 siempre ha variado su valor en bolsa, aunque el mayor valor neto que llegó a tener fue de 77,980 millones de dólares para el 19 de noviembre de 2021.

## Disputas legales
En junio de 2016, Cinemark Theaters presentó una demanda contra Roblox Corporation por infracción de marca registrada. El demandante citó varios juegos creados por usuarios dentro de Roblox que recreaban ubicaciones de Cinemark, incluida la marca registrada.
En febrero de 2018, la youtuber Kerstin Hoffmann, conocida como Keisyo, afirmó que Roblox Corporation le debía US$150 000 porque la compañía le había impedido convertir sus 42 millones de robux a dinero real sin ningún motivo. En respuesta, Roblox Corporation declaró que no podía transferir su Robux porque los había ganado a través de "actividades fraudulentas".
En octubre de 2022, un padre presentó una demanda ante el Tribunal Superior de San Francisco . La demanda alega que Roblox conectó a su hija con depredadores sexuales en línea , quienes la explotaron sexualmente, obligándola a enviarles fotos sexualmente explícitas en Discord y Snapchat, también mencionados en la demanda.
En agosto de 2023, se presentó una demanda colectiva contra Roblox Corporation. La demanda alega que Roblox se benefició de menores al comprar Robux para participar en redes de apuestas de terceros, violando así la Ley RICO.

### Demanda del fiscal general de Luisiana y caso Schlep
En agosto de 2025, Roblox Corporation se vio envuelta en una controversia pública relacionada con sus políticas de moderación. La compañía envió una carta de cese y desistimiento a un YouTuber conocido como Schlep, conocido por realizar operativos encubiertos contra presuntos depredadores en línea que utilizaban la plataforma. Roblox eliminó todas las cuentas de Schlep, incluyendo las que tenía desde que era un niño de 8 años, y le prohibió crear nuevas. Schlep dijo que David Baszucki también lo bloqueó en X. El incidente rápidamente ganó fuerza, con la comunidad de Roblox mostrando una reacción significativa a la prohibición de Schlep y acusando a Roblox de no preocuparse por la seguridad infantil. Schlep contactó al senador Ted Cruz por correo electrónico y le pidió que tomara medidas contra Roblox.
La carta de Roblox citaba las actividades de Schlep, organizadas a través de lo que él denominó "Grupos de Vigilantes", como una violación de los términos de servicio de la plataforma. Simultáneamente con el aviso legal, Roblox canceló todas las cuentas asociadas con Schlep y su grupo, y le prohibió el acceso a la plataforma.  Esto también provocó que varios creadores de contenido afiliados a Roblox, del Programa de Estrellas de Video de Roblox, abandonaran la plataforma en protesta. En los días posteriores a la controversia, el precio de las acciones de Roblox Corporation cayó más de un 10%, lo que reflejó la preocupación de los inversores.
Tras la orden de cese y desistimiento de Roblox, una campaña en internet titulada #FreeSchlep ha expuesto frustraciones más amplias con el historial de seguridad infantil de Roblox, y sus partidarios señalan la ironía de que la empresa castigue a alguien por realizar el trabajo de protección que dicen priorizar. Un streamer en línea con 3 millones de seguidores organizó una protesta en vivo en el Capitolio de Utah, sosteniendo carteles que decían "Free Schlep", para decenas de miles de espectadores en línea.
Las acciones de la compañía generaron una fuerte reacción negativa en muchas comunidades en línea, que consideraron las acciones de Schlep una forma necesaria de vigilancia comunitaria. La situación se agravó significativamente días después, incluyendo peticiones de renuncia del director ejecutivo y una petición del representante estadounidense Ro Khanna.  La petición está alojada en Change.org, al 14 de agosto recibió 55,000 firmas y aumentó a más de 100,000 el 17 de agosto.  El 14 de agosto, la fiscal general de Luisiana, Liz Murrill, presentó una demanda de protección infantil contra Roblox Corporation. La demanda alegaba que, al bloquear activamente los esfuerzos independientes para exponer posibles peligros en su plataforma, Roblox incumplía su deber de proteger a los usuarios menores de edad.  Roblox respondió a la demanda el 15 de agosto. Ese mismo día, Schlep dijo que iba a contrademandar a Roblox y que había contratado abogados para combatir sus acusaciones. Según se informa, Chris Hansen contactó a Schelp para hablar sobre un próximo documental sobre la gestión de la seguridad infantil en Roblox. En medio del revuelo mediático, el gobierno de Qatar prohibió Roblox citando preocupaciones sobre la seguridad infantil.